# Una vegada hi havia...
Una vegada hi havia... és un conjunt de sèries de dibuixos animats i llibres amb finalitats didàctiques produïdes a França. Els mateixos personatges il·lustren en forma de narració els aspectes més importants del coneixement per al públic infantil: un mestre vell que aporta el marc de referència, un grup de nens, dos enemics de la colla (els quals propicien les aventures de cada episodi) i uns secundaris fixos en funció del tema de la sèrie.
S'han creat sèries sobre la història universal, l'espai i el respecte per altres formes de vida (Una vegada hi havia... l'espai), el cos humà (Una vegada hi havia... la vida), les persones inventores i descobridores, i el medi ambient, entre d'altres. Les de més èxit són les tres primeres, exportades a diversos països. El creador del conjunt és Albert Barillé, si bé determinats episodis o seqüeles compten amb altres directors.